# ヘンク・フロル
ヘンク・フロル（蘭: Henk Grol、1985年4月14日 - ）は、オランダの柔道家。オランダ・フェーンダム出身。ヘンク・グロルとも表記される。

## 来歴
柔道は5歳の時に始めた。当時はサッカーにも取り組んでいたが、12歳になると柔道に専念することにした。2008年に出場した北京オリンピックでは銅メダルを獲得したが、2009年に地元オランダで開催された世界選手権では決勝でカザフスタンのマクシム・ラコフに一本負けして2位に終わった。2010年に東京で開かれた世界選手権の決勝でも日本の穴井隆将に指導2で敗れて2位にとどまった。2011年の世界選手権では2回戦で敗れてメダルを獲得できなかった。2012年1月のワールドマスターズでは決勝でラコフに敗れて2位に終わった。7月のロンドンオリンピックでは前回の北京に続き銅メダルを獲得した。
2013年の世界選手権では決勝でアゼルバイジャンのエルハン・ママドフに敗れてまたも2位に終わった。2015年のヨーロッパ競技大会で優勝すると、2016年にはヨーロッパ選手権でも優勝している。だが、リオデジャネイロオリンピックでは3回戦でフランスのシリル・マレに敗れてメダルを獲得できなかった。その後階級を100kg超級に上げると、2018年のグランドスラム・エカテリンブルグでは決勝で日本の太田彪雅に反則負けしたが2位となった。2020年のグランドスラム・パリでは決勝で王者テディ・リネールの連勝記録を154で止めて勝ち上がってきた日本の影浦心を破って優勝を飾った。2021年のヨーロッパ選手権では準々決勝で国内のライバルであるロイ・メイヤーを小外掛で破るなどして2位となり、東京オリンピック代表に選出された。なお、メイヤーとの対戦で過剰な足払いを受けたことに激高して一本を先取後に、袖を離さないメイヤーを突き放すなど好ましくないアクションを示した。7月に日本武道館で開催された東京オリンピックでは初戦でウズベキスタンのベクムロド・オルティボエフに開始早々の袖釣込腰で敗れた。混合団体では初戦のウズベキスタン戦でオルティボエフに再び開始早々の袖釣込腰で敗れた。その後の代表戦でまたもオルティボエフと対戦すると、今度は反則勝ちを収めてチームを勝利に導いた。しかし、チームはその後5位にとどまった。
IJF世界ランキングは3845ポイント獲得で7位となっている（21/4/19現在）。

## 主な戦績
- 2003年 - ヨーロッパジュニア 優勝（81kg級）

90kg級での戦績
- 2004年 - ヨーロッパジュニア 3位
- 2004年 - 世界ジュニア 3位
- 2005年 - ポーランド国際 優勝
- 2005年 - チェコ国際 5位
- 2006年 - オランダ国際 3位
- 2006年 - ロシア国際 5位
- 2007年 - ロシア国際 5位
- 2007年 - ハンガリー国際 3位

100kg級での戦績
- 2007年 - オランダ国際 3位
- 2008年 - グルジア国際 3位
- 2008年 - オーストリア国際 優勝
- 2008年 - ドイツ国際 優勝
- 2008年 - ヨーロッパ選手権 優勝
- 2008年 - 北京オリンピック 3位
- 2009年 - グランプリ・ハンブルク 2位
- 2009年 - ヨーロッパ選手権 2位
- 2009年 - 世界選手権 2位
- 2010年 - ヨーロッパ選手権 2位
- 2010年 - 世界選手権 2位
- 2010年 - グランプリ・ロッテルダム 優勝
- 2011年 - グランドスラム・パリ 優勝
- 2011年 - グランプリ・バクー 優勝
- 2011年 - グランプリ・アブダビ 優勝
- 2011年 - グランプリ・アムステルダム 優勝
- 2012年 - ワールドマスターズ 2位
- 2012年 - グランドスラム・パリ 5位
- 2012年 - ロンドンオリンピック 3位
- 2013年 - グランドスラム・パリ 3位
- 2013年 - グランプリ・サムスン 5位
- 2013年 - ヨーロッパ選手権 2位
- 2013年 - ワールドマスターズ 2位
- 2013年 - 世界選手権 2位
- 2014年 - グランドスラム・パリ 3位
- 2014年 - グランドスラム・東京 3位
- 2015年 - グランプリ・デュッセルドルフ 3位
- 2015年 - ヨーロッパ競技大会 優勝
- 2016年 - ヨーロッパ選手権 優勝

100kg超級での戦績
- 2018年 - グランドスラム・エカテリンブルグ 2位
- 2018年 - グランドスラム・アブダビ 3位
- 2018年 - グランドスラム・大阪 優勝
- 2019年 - ヨーロッパ競技大会 3位
- 2019年 - ワールドマスターズ 3位
- 2020年 - グランドスラム・パリ 優勝
- 2021年 - ワールドマスターズ 3位
- 2021年 - ヨーロッパ選手権 2位
- 2021年 - 東京オリンピック混合団体 5位

（出典、JudoInside.com）